# 劉文淇
劉文淇（1789年—1854年），字孟瞻，江蘇儀徵人。清代經學家。

## 生平
生於清乾隆五十四年（1791年），父親刘锡瑜是位醫生。其舅凌曙愛其穎悟，親自教之。與薛传均友好，一同在梅花书院就学。精研古籍，致力於左氏學的研究，“得《十三经注疏》，依次校勘，朝夕研究，窃见上下割裂，前后矛盾”，與劉寶楠並稱“揚州二劉”，道光八年（1828年），與劉寶楠、陳立同赴乡试，相約“各治一經”，劉文淇注《左傳》，劉寶楠注《論語》，陈立注《公羊傳》。
道光二十七年（1847年）與其子劉毓崧纂辑《舆地纪胜校勘记》，成书五十二卷。注有《左傳舊疏考正》及《左傳舊注疏證》收集孔奇、孔嘉與鄭玄之注解來證明杜預疏注《左傳》多有錯誤。
文淇家境清贫，經常外出为人校书，校《春秋左氏传》前後長達四十年，至咸豐四年（1854年）未成而卒，僅完成長編。今人吳靜安有《春秋左氏傳舊注疏證續》。

## 著作
另著有《楚汉诸侯疆域记》3卷、《扬州水道记》4卷、《读书随笔》20卷、《青溪旧屋文集》10卷、《诗集》1卷等书。 

## 家族
有子劉毓崧、毓崧有子劉壽曾，一門三世傳《春秋左氏傳》，撰《春秋左氏傳舊疏考證》，仍未竟業。

## 延伸阅读
[在维基数据编辑]
 《清史稿·卷482》，出自趙爾巽《清史稿》